# Gereformeerde kerk (Košice)
De Calvinistische kerk (ook "Gereformeerde kerk" genoemd) in Košice, is een bedehuis in classicistische stijl. Ze is gelegen in de oude binnenstad (Slowaaks: Staré Mesto), aan de Hrnčiarská-straat, in de onmiddellijke omgeving van de gevangenis van Mikluš.

## Ontstaan
De bouwwerken voor de gereformeerde kerk vingen aan in 1805. Alhoewel ze nog niet voltooid was, werd ze toch reeds ingewijd in 1810. Een jaar later was ze afgewerkt.
Op de bouwplek stond eertijds -vlak bij een van de vijf voormalige stadspoorten- een militair pakhuis met drie verdiepingen. De plaats (Hrnčiarská-straat) heeft thans de bijnaam "Steegje van de oude ambachten".

## Architectuur
Het interieur is heel eenvoudig. De enige uitzondering is het zeldzame kerkelijke vaatwerk dat de gereformeerde gelovigen overbrachten van hun vorige, thans niet meer bestaande houten kerk, die aan de Moldavische weg (Slowaaks: « Moldavskej ceste ») gelegen was. Vermeldenswaard is ook de classicistische preekstoel en het orgel uit 1813.
Veertig jaar na het optrekken van het kerkje kon samen met de toren een nieuwe voorgevel gebouwd worden. Bij die gelegenheid schonk het stadsbestuur een vergulde haan uit de 17e eeuw, bestemd voor de torenspits. Het object was afkomstig van de Sint-Elisabethkathedraal, toen die in gebruik was door de Calvinisten.
De zeldzame torenhaan is een symbool is van waakzaamheid voor de gereformeerde gelovigen. Toen de toren in 1895 veertig meter verhoogd werd, onderging de haan een 
neoromaanse renovatie.
De kerk is zichtbaar vanuit verscheidene straten zoals: de Hlavná ulica, de Mlynská- en de Hrnčiarska-straat. Ze biedt plaats aan 800 personen: dit is ongeveer 20 percent van het aantal calvinistische inwoners in de stad.

## Vredeteken
Sinds de jaren 1990 is de calvinistische kerk een van de halteplaatsen der oecumenische passieprocessie. Die wordt in Košice jaarlijks op Goede Vrijdag georganiseerd, gaat langs het merendeel van de tien in de stad geregistreerde kerken, en is een Slowaaks unicum dat getuigt van religieuze tolerantie.